# مستعمره‌سازی مریخ

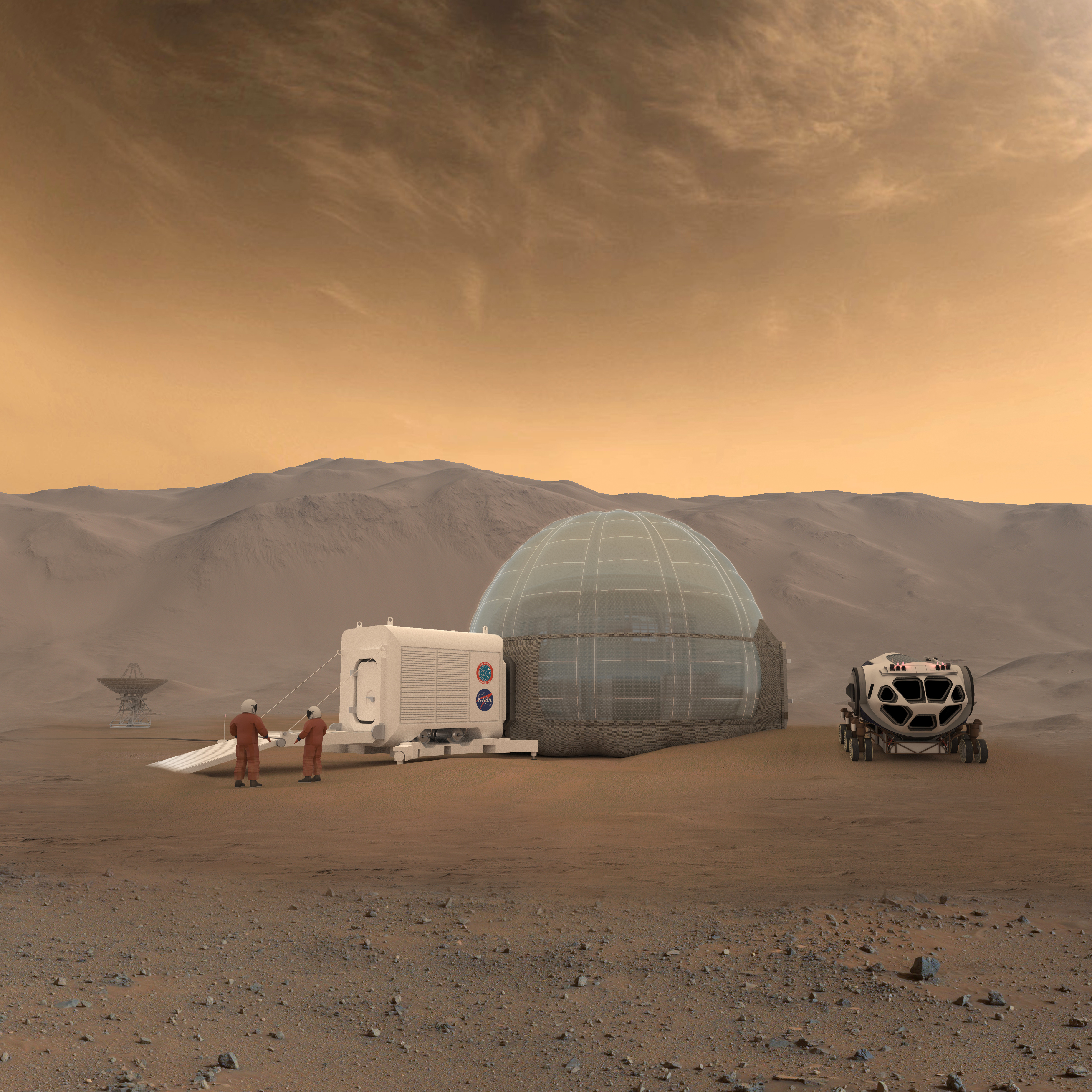
یک انگاشت هنری از مفهوم سکونت‌گاه یخی در مریخ

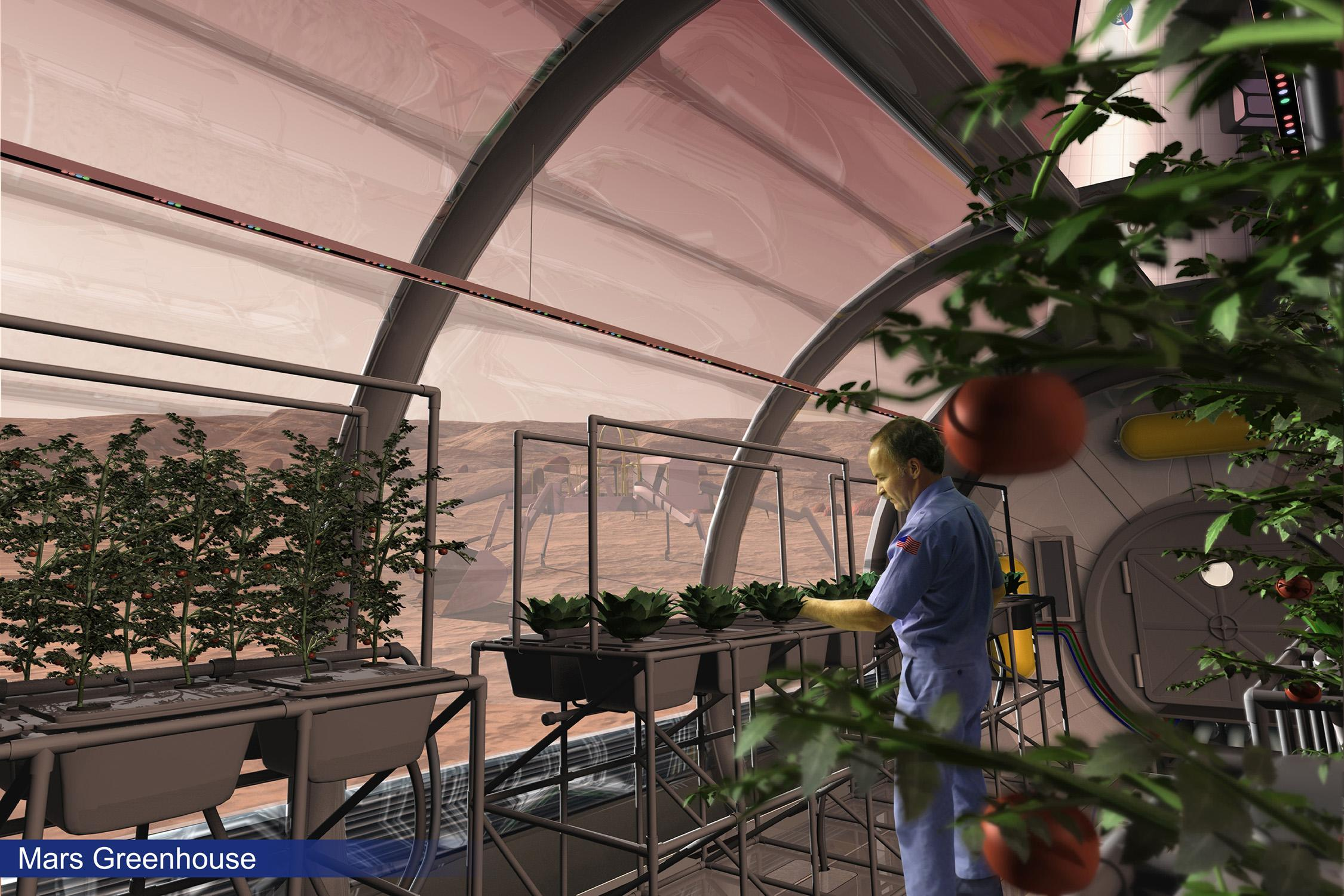
یک هنر مفهوم از یک گلخانه در سطح مریخ

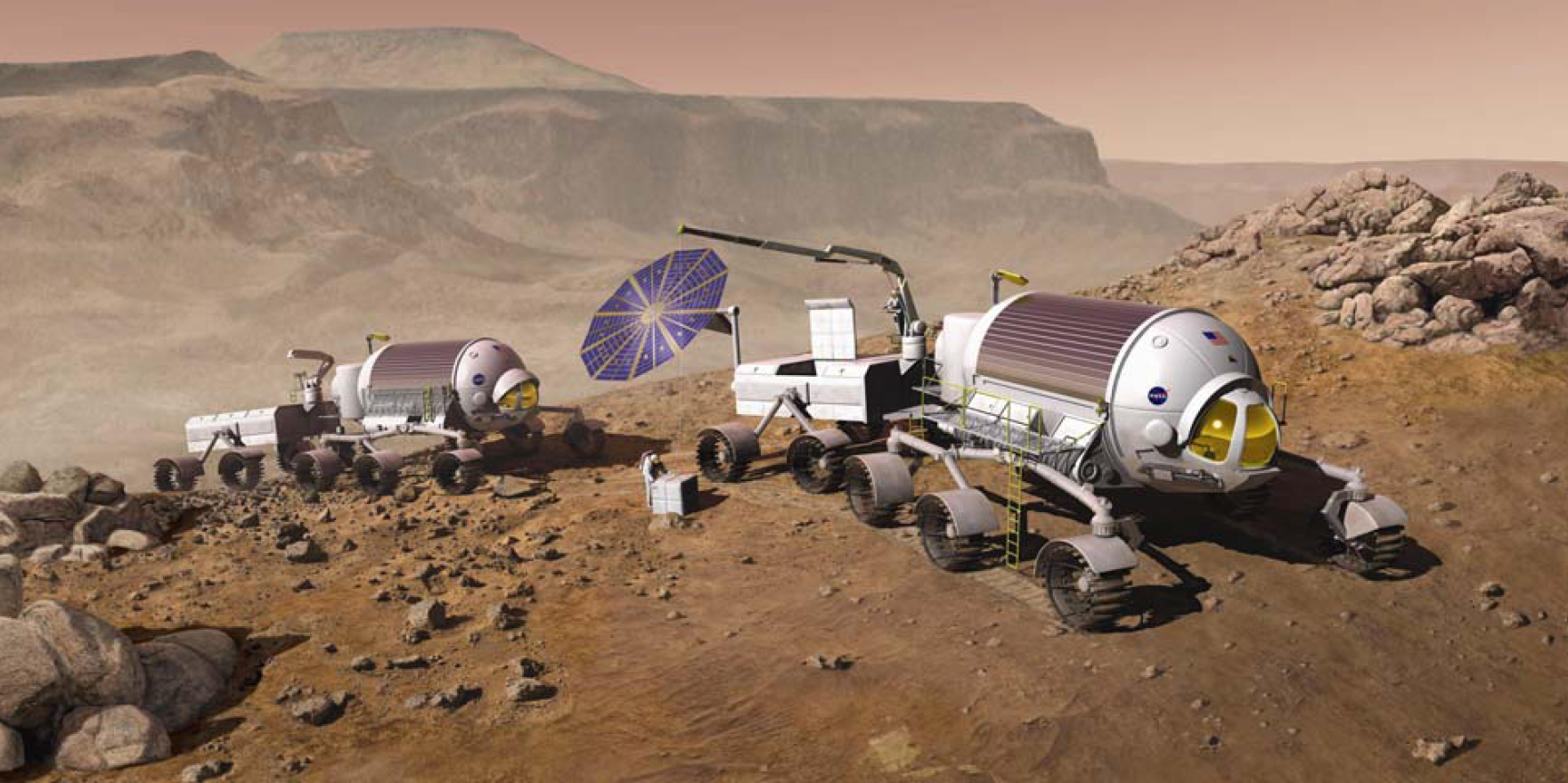
یک مریخ‌نورد سیار که می‌تواند به عنوان سکونت‌گاه مریخی (EN) استفاده شود

اسکان بشر در مریخ یا مستعمره‌سازی مریخ، طرح و پیشنهادی است برای ساخت کوچ‌نشین‌های دائمی انسانی بر روی سطح مریخ یا ارسال ربات‌ها برای اکتشاف و بهره‌برداری از منابع طبیعی مریخ. این طرح دست‌مایه گمانه‌زنی‌ها و مطالعات جدی بوده است زیرا شرایط سطحی این سیاره و وجود آب در آن باعث شده تا بتوان آن را قابل زیست‌ترین مکان خارج از کره زمین در سامانه خورشیدی دانست.
کره ماه، به عنوان نخستین مکان برای شهرک‌سازی برون‌زمینی انسان‌ها پیشنهاد شده اما ماه دارای اتمسفر نیست در حالی که مریخ با اتمسفر رقیقی که دارد امکان بیشتری برای میزبانی از انسان و دیگر گونه‌های زیست آلی را فراهم می‌کند.
هم کره ماه و هم مریخ به عنوان سکونت‌گاه‌های بالقوه برای انسان‌ها پرهزینه هستند و مخاطراتی چون فرود در مناطق با جاذبه سنگین، معروف به چاه گرانشی، را هم در خود دارند. به این خاطر معدن‌کاری در سیارک‌ها نیز به عنوان گزینه دیگری برای گسترش انسان در محدوده فرازمینی مطرح شده‌اند.

## همانندی‌ها با زمین

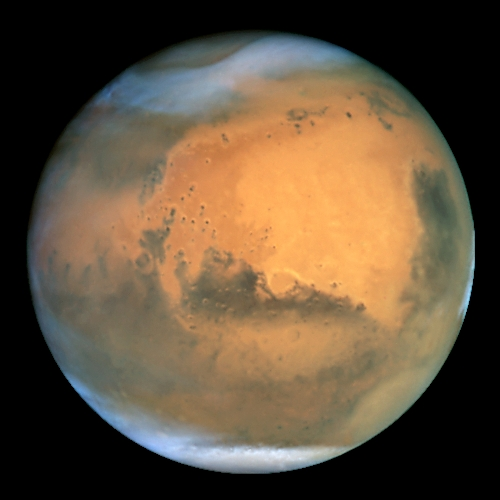
یخ‌های قطبی مریخ در این تصویر دیده می‌شوند.

کره زمین از نظر ترکیب بدنه، اندازه و گرانش (جاذبه) سطح با سیاره ناهید (زهره) همانندی‌های زیادی دارد اما مشابهت‌ها با مریخ برای سکونت گزیدن انسان‌ها مناسب‌تر به نظر می‌آیند. این مشابهت‌ها عبارتند از:
- روز مریخی (معروف به هور[۱]) بسیار با روز زمینی نزدیک است. یک روز که بر مبنای خورشید محاسبه شده‌باشد در کره مریخ ۲۴ ساعت و ۳۹ دقیقه و ۳۵٫۳۲۴۴ ثانیه است.
- پهناوری رویه کره مریخ فقط ۲۸٫۴ درصد از مساحت رویه کره زمین کمتر است و مقدار خشکی‌های زمین فقط کمی بیش از سطح مریخ است. شعاع مریخ نصف زمین و جرم آن یک‌دهم زمین است.
- انحراف محوری مریخ ۲۵٫۱۹ درجه و انحراف محوری زمین ۲۳٫۴۴ درجه است. در نتیجه بهرام هم مانند زمین فصل دارد، البته فصل‌های مریخ دوبرابر فصول زمین به‌درازا می‌کشند زیرا هر سال مریخ ۱٫۸۸ برابر سال زمین است. قطب شمال مریخ هم‌اینک به سوی صورت فلکی ماکیان (دجاجه) اشاره می‌کند و نه به خرس کوچک.
- مریخ جو دارد. با وجود رقیق بودن (۰٫۷ جو زمین) این جو در برابر پرتوافکندن‌های خورشیدی و کیهانی مقداری حفاظت فراهم می‌کند. از وجود این جو همچنین می‌توان برای ترمز هوایی[۲] فضاپیماهای واردشونده به مریخ استفاده کرد که این کار پیش از این بارها انجام شده است.
- مشاهدات اخیر فضاگردهای ناسا وجود آب در کره بهرام را تأیید کرده است. از قرار معلوم، مریخ مقادیر قابل توجهی از تمامی عناصر لازم برای نگهداری از زیست، از نوع زمینی‌اش، را داراست.[۳]

## ناهمانندی‌ها با کره زمین
- گرانش سطحی بهرام ۳۸ درصد زمین است. اینکه آیا این میزان کم‌وزنی برای انسان‌ها مشکل تندرستی ایجاد می‌کند هنوز کاملاً مشخص نیست.
- مریخ بسیار سردتر از زمین است و میانگین دمای سطح آن منفی ۶۳ درجه است و حداقل دمای سطح این کره به ۱۴۰ درجه زیر صفر هم می‌رسد. پایین‌ترین دمایی که تاکنون بر سطح کره زمین ثبت شده ۸۹٫۲ درجه زیر صفر است که مربوط به جنوبگان می‌باشد.
- آب‌های موجود در مریخ در حالت مایع و آماده مصرف نیستند.
- از آنجا که بهرام نسبت به خورشید دورتر از زمین است میزان انرژی خورشیدی که به جو بالایی آن می‌رسد کمتر از نصف آن مقدار است که به زمین یا ماه می‌رسد. البته انرژی خورشیدی دریافتی از سوی مریخ با یک جو غلیظ همچون جو کره زمین روبه‌رو نمی‌شود.
- برون‌مرکزیت مدار مریخ بیشتر از زمین است که این باعث نوسانات بیشتر در وضعیت دما و تغییرات ثابت خورشیدی می‌شود.
- فشار جو مریخ ۶ میلی‌بار است که بسیار کمتر از حد آرمسترانگ می‌باشد. حد آرمسترانگ حد فشاری است که انسان در آن می‌تواند بدون پوشیدن لباس‌های ضد فشار دوام بیاورد. از آنجا که زمینی‌سازی مریخ به این زودی‌ها انجام‌پذیر نیست زیستگاه‌هایی که در مریخ ساخته می‌شوند بایستی مانند فضاپیماها مخزن‌های تحت فشار داشته باشند تا از درهم فروشکستن انسان‌ها و تجهیزات جلوگیری کنند.
- بخش اعظم جو کره بهرام از دی‌اکسید کربن تشکیل شده است. از این رو حتی با کم کردن فشار جوی، فشار نسبی دی‌اکسید کربن در سطح مریخ همچنان ۱۵ برابر بیشتر از این مقدار بر سطح زمین می‌ماند. مریخ همین‌طور مقادیر زیادی منواکسید کربن دارد. مغناط‌کره آن هم بسیار ضعیف است و در زمینه پس‌راندن بادهای خورشیدی چندان کارآمد نیست.

## سکونت‌پذیری
شرایط سکونت‌پذیری انسان بر سطح بهرام از تمامی دیگر سیاره‌ها و همچنین از ماه مناسب‌تر است. برای نمونه بر سطح سیارهٔ تیر (عطارد) نوسانات گرما و سرمای بسیار سختی وجود دارد، سطح ناهید (زهره) به مانند تنوری داغ است، و سیاره‌های مرزهای بیرونی سامانه خورشیدی و ماه‌های آن‌ها نیز در شرایط یخبندان شدید به‌سر می‌برند.
خارج از کرهٔ زمین، تنها بر فراز ابرهای پیرامون کرهٔ ناهید است که دانشمندان تاکنون مکانی سکونت‌پذیرتر از مریخ برای انسان یافته‌اند. از سوی دیگر برخی شرایط طبیعی آب‌وهوایی در برخی نقاط زمین با شرایط مریخ همسان است. در ماه مهٔ ۱۹۶۱ افرادی با بالن هوایی به بالاترین مکانی که انسان با بالن صعود کرده یعنی ۳۴٬۶۶۸ متر صعود کردند و فشار هوایی که در آن ارتفاع ثبت شد در حدود همان فشار هوایی موجود بر سطح مریخ است. سرمای شدید حاکم بر مناطق قطبی زمین نیز در همان محدودهٔ دماهای شدید در مریخ قرار دارند.

## زمینی‌سازی
به آماده کردن یک جرم آسمانی به سبک کرهٔ زمین برای زندگی انسان، زمینی‌سازی می‌گویند. طرح‌هایی وجود دارد که روند و فرایند تغییر درازمدت محیط سیارات، ماه‌ها و دیگر اجرام فضایی را پیشنهاد می‌کند به‌صورتی که جو و خاک آن اجرام به صورتی درآیند تا سازگار با سکونت گاه‌های بشری گردند.
پژوهشگران مختلف، زمینی‌سازی مریخ را امکان‌پذیر می‌دانند و آن را شامل سه فرایند اصلی در نظر می‌گیرند: ایجاد جو، گرم نگه داشتن جو، و جلوگیری از از دست رفتن جو و نشت آن به فضای بیرونی.

## تابش‌ها
مریخ میدان مغناطیسی قابل مقایسه با میدان مغناطیسی زمین ندارد. این امر به اضافه رقیق بودن جو، باعث می‌شود که مقادیر بزرگی از پرتوهای یونساز به سطح مریخ برسند.
فضاپیمای اودیسه مریخ دستگاهی به نام «آزمون محیط تابشی مریخ» (MARIE) را با خود همراه برد تا میزان خطرات تابشی برای انسان در بهرام را اندازه‌گیری کند. یافته‌های این دستگاه نشان داد که سطح تشعشعات در مدار مریخ ۲٫۵ برابر بیشتر از تشعشعات موجود در ایستگاه فضایی بین‌المللی است.
میانگین دزهای تابش در حدود ۲۲ میلی‌راد در روز (۲۲۰ میکروگری در روز یا ۰٫۰۸گری در سال) اندازه‌گیری شد. سه سال قرار گرفتن در معرض چنین تابشی کافی است تا آثار آن در بدن انسان از مرز امن که هم‌اینک توسط ناسا تعیین شده رد شود. البته این اندازه‌ها مربوط به مدار مریخ است و میزان تابش‌ها در سطح این کره احتمالاً بسیار کمتر از این میزان است و بسته به ارتفاع و شدت میدان مغناطیسی از نقطه به نقطه متفاوت است.
توفان‌های پروتونی خورشیدی که گهگاه زبانه می‌کشند دزهای بسیار بیشتری از این میزان تولید می‌کنند.
ناسا در سال ۲۰۰۳ در مرکز فضایی جانسون واقع در آزمایشگاه ملی بروکهیون آزمایش‌هایی را با استفاده از شبیه‌سازی تابش‌های فضایی به‌وسیله شتاب‌دهنده ذره‌ای انجام داد. این آزمایش‌ها نشان داد که قرار گرفتن مزمن انسان در معرض مقدار پرتوهای یادشده شاید چندان هم که فکر می‌شد زیانمند نباشد و بدن در این شرایط به نوعی تعادل و هم‌ارزی تابشی دست یابد.

## نقل و انتقال

### سفرهای میان‌سیاره‌ای
مریخ ۲۳۰ میلیون کیلومتر با زمین فاصله دارد و سفر به آن هفت تا هشت ماه طول می‌کشد (بسته به موقعیت دو سیاره).
فضانوردان این مدت را در فضایی بسیار تنگ (بسیار کوچک‌تر از اقامتگاهشان در مریخ) می‌گذرانند. دوش گرفتن هنگام سفر انجام نخواهد شد و استحمام با حولهٔ خیس است. غذا هم کنسروی یا منجمد خواهد بود. مسافران مریخ برای جلوگیری از تحلیل رفتن ماهیچه‌ها باید روزی سه ساعت نرمش کنند و در صورتی که با طوفان خورشیدی مواجه شوند، باید تا چند روز را در محفظه‌ای حتی کوچک‌تر در قسمت بیشتر حفاظت شده موشک بگذرانند.
انرژی بر واحد جرم (دلتا وی) که برای رفتن از زمین به مریخ لازم است از همهٔ سیاره‌های دیگر، به‌جز ناهید (زهره)، کمتر است. با استفاده از مدار ترابرد هوهمان سفر به مریخ حدود ۹ ماه به‌درازا می‌کشد.
مسیرهای دیگر سفر نیز که کوتاه‌تر هستند و سفر به بهرام را طی شش یا هفت ماه امکان‌پذیر می‌کنند نیز وجود دارند اما میزان سوخت و انرژی مورد نیاز پیمودن این مسیرها به مراتب بیشتر از مدار هوهمان است. این مسیرهای میان‌بُر هم‌اینک مسیر استاندارد سفر مأموریت‌های رباتی از زمین به بهرام است.

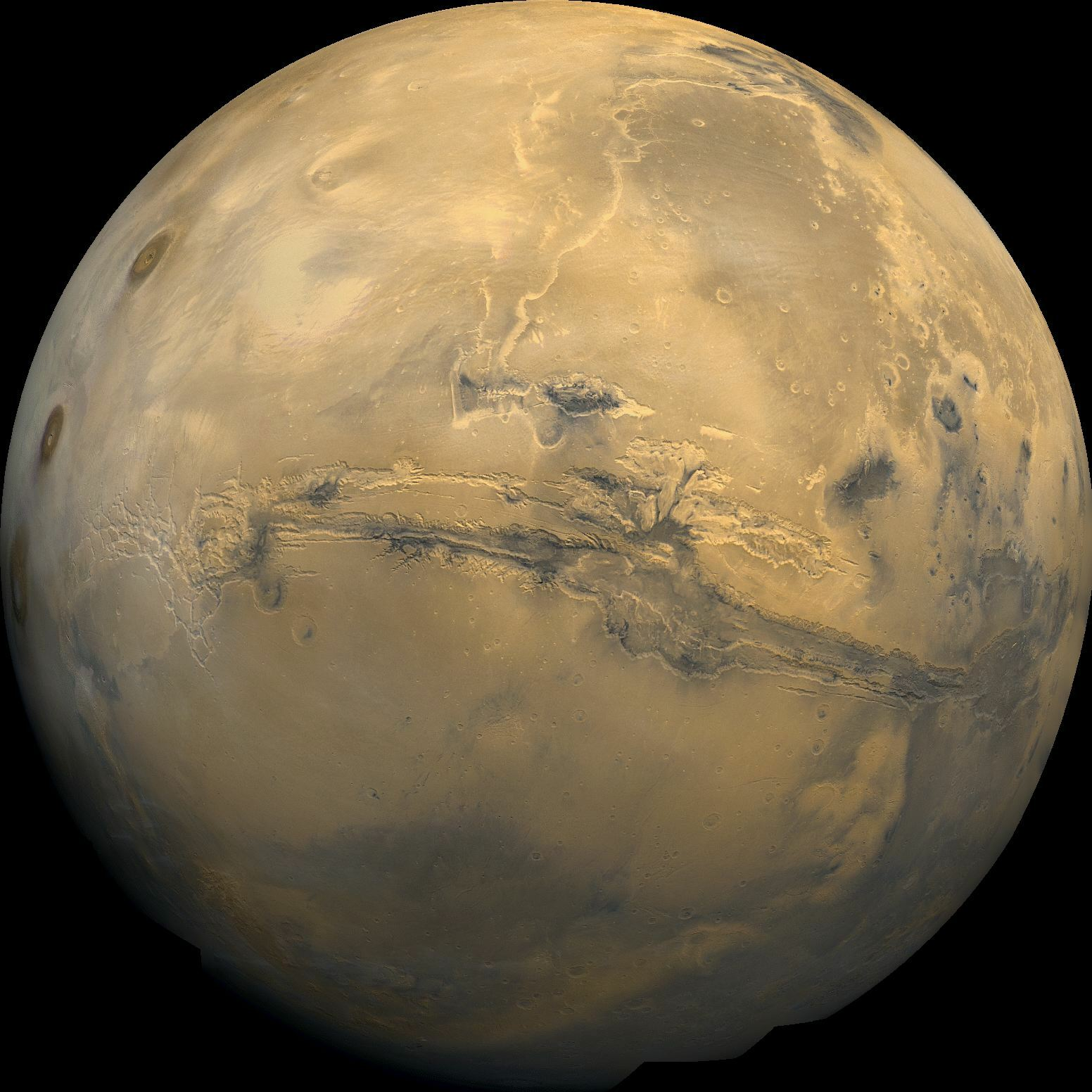
بهرام، (وایکینگ ۱، ۱۹۸۰).

سفرهای کوتاه‌تر از شش ماه به مریخ نیازمند تغییر سرعت‌های بیشتر و در نتیجه سوخت بسیار بیشتر هستند که میزان سوخت مورد نیاز به تناسب کاهش مدت سفر به صورت تصاعدی افزایش می‌یابد. پیمودن چنین مسیرهای میان‌بری با راکت‌های شیمیایی توجیه اقتصادی ندارد اما با فناوری‌های نوین پیشرانش فضایی که به تازگی آزمایش شده، کاملاً توجیه‌پذیر و قابل اجرا است. پیشرانهٔ مغناط‌پلاسمایی (واسمیر VASIMR) و راکت هسته‌ای نمونه‌هایی از این فناوری‌ها نو هستند؛ با فناوری اول سفر به مریخ در مدت چهل روز و با فناوری دوم حتی در دو هفته امکان‌پذیر خواهد شد.
برای سفر به مریخ فضانوردان ناچارند هر بار منتظر لحظه‌ای شوند که مدار دو سیاره در نزدیکترین حالت به یکدیگر قرار بگیرند و این یعنی ۲۶ ماه انتظار. اما گروهی از دانشمندان و مهندسان اکنون راه دیگری را پیشنهاد می‌کنند که می‌تواند این معضل را حل کند و آن هم رفتن به مدار سیاره زهره (ناهید) و کمک گرفتن از جاذبه آن سیاره برای رسیدن به مریخ است. گرانش زهره می‌تواند سفینه را به‌دور مدار خود تاب داده و آن را به سمت مریخ پرتاب کند. با رفتن به زهره در راه سفر به مریخ هرچند مسافت بیشتری را باید طی کرد اما استفاده از گرانش زهره برای پیش راندن فضاپیماها صرفه‌جویی بزرگی در سوخت و هزینه کل مأموریت خواهد داشت. از سوی دیگر فضانوردانی که به مریخ می‌رسند دیگر ناچار نخواهند بود برای بازگشت به زمین یک سال و نیم منتظر بمانند و حتی می‌توانند بعد از یک ماه اقامت، با استفاده از نیروی گرانشی ناهید خود را دوباره به زمین برسانند.
فناوری‌های شتابگیری ثابت همچون بادبان‌های خورشیدی و رانه‌های یونی که مدت سفر را به چند هفته کاهش می‌دهند نیز برای سفر به بهرام قابل استفاده هستند.
فضانوردانی که به مریخ سفر کنند با خطر تابش‌های کیهانی و بادهای خورشیدی روبه‌رو هستند که اگر از این فضانوردان محافظت کافی نشود مسئلهٔ بیماری سرطان برای آن‌ها پیش خواهد آمد. اثرات سفرهای درازمدت انسان در فضا هنوز به‌طور کافی بررسی نشده است اما دانشمندان ریسک گرفتن سرطان در سفرهای میان‌سیاره‌ای را میان ۱ تا ۱۹ درصد برآورد می‌کنند. پژوهشگران نزدیک‌ترین برآورد را برای مردان ۳٫۴ درصد عنوان می‌کنند و برای زنان به خاطر اینکه بافت غده‌ای بزرگ‌تری دارند درصدهای بالاتری را تخمین می‌زنند.

### فرود بر مریخ
گرانش بهرام ۳۸ درصد (۳۸٪) جاذبهٔ کرهٔ زمین است و چگالی جو آن نیز یک درصد زمین. گرانش نسبتاً قوی مریخ و حضور اثرات آیرودینامیکی باعث می‌شود که فرود آوردن فضاپیماهای سرنشین‌دار و سنگین تنها با استفاده از ترمز پیشرانه‌ای کاری دشوار باشد. (روشی که ماه‌نشین‌های آپولو با آن بر ماه فرود آمدند)
از سوی دیگر جو مریخ هم رقیق‌تر از آن است که بتوان برای ترمز و فرود بهرام‌نشین‌های سنگین از اثرات آیرودینامیکی و اصطکاکی هوای آن کمک گرفت.
بنا بر این فرود آوردن فضاپیماهای سرنشین‌دار بر مریخ نیازمند سامانه‌های ترمز و فرودی کاملاً متفاوت از سامانه‌های به‌کاررفته در ماه یا مأموریت‌های رباتیک مریخ است. البته به نظر می‌رسد که تکنولوژی بشر بر مشکلات پیش رو فائق بیاید. به عنوان مثال شرکت اسپیس اکس در حال ساخت یک فضاپیمای مسافری به نام «استارشیپ» است که آزمایش پرواز و فرود آن هم موفقیت‌آمیز بوده و امکان حمل ۱۰۰ نفر به مریخ را خواهد داشت.
اگر فرض بر این باشد که انسان به مصالح ساختمانی نانولوله با قدرت ۱۳۰ گیگاپاسکال دست خواهد یافت در چنین حالتی می‌توان آسانسورهایی فضایی ساخت و از آن برای فرود آوردن خدمه و مواد از فضاپیما به سطح مریخ استفاده کرد. ساخت چنین آسانسورهای فضایی برای فرود بر فوبوس هم پیشنهاد شده است.

## چالش‌های سفر بشر به مریخ
- هزینه سفر به مریخ چیزی در حدود ۶ تا ۵۰۰ میلیارد دلار برای ارسال خدمه تخمین زده شده است.[۲۲][۲۲]
- سفر به مریخ می‌تواند به عنوان تهدیدی برای سلامتی خدمه سفر کننده به آن باشد برای مثال قرارگیری در معرض پرتوهای کیهانی با امواج قوی و پرتو افکنی‌های یونی.[۲۳][۲۴]

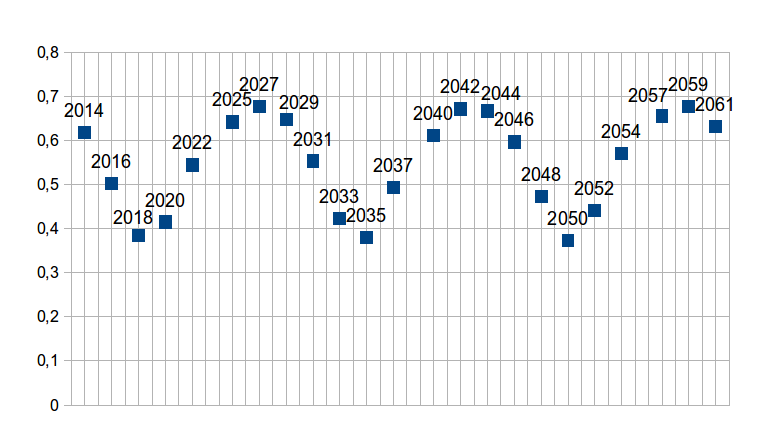
نزدیک‌ترین دیدگاه مریخ به زمین، ۲۰۱۴–۲۰۶۱. بار ارتباطی، کمی کوتاه‌تر است از هنگامی که مریخ نزدیک به زمین است.

در ۳۱ مه سال ۲۰۱۳ دانشمندان ناسا اعلام کردند انجام پرواز و ارسال خدمه به مریخ، می‌تواند شامل ریسک باشد. حجم زیادی از تابش پرتوهای کیهانی باشد در صورتی که این امواج توسط سیستم RAD در آزمایشگاه علمی مریخ در طول سفر از زمین به مریخ در سال ۲۰۱۲–۲۰۱۱ شناسایی شوند.

مقایسه دوز - شامل مقدار تشخیص داده شده در سفر از زمین به مریخ توسط RAD در محور عمودی. این در مقیاس لگاریتمی است. دوز بیش از یک سال مریخ در حدود ۱۵ برابر حد DOE، کمتر از دو بار، به عنوان یک نگاه سریع پیشنهاد شده است.

- تأثیرات منفی قرارگیری طولانی مدت در محیطی با جاذبه کم که می‌تواند عوارض بدی بر بدن انسان داشته باشد مانند از دست دادن بینایی.[۲۷][۲۸]
- تأثیر بر روح و روان و عوارض روانشناختی که به سبب دوری از شرایط زمینی برای مدت طولانی، کمبود امکان ارتباط با زمین و غیرممکن بودن تماس زنده و مستقیم با زمین.
- زندگی کردن خدمه در شرایط متفاوت با آنچه در زمین است.
- در دسترس نبودن تجهیزات پزشکی همانند تجهیزات در زمین.
- انتشار آلودگی‌های مناطق مسکونی، در مریخ.[۲۹]
- انتشار میکروب‌های زمینی به‌طور مستقیم یا توسط تجهیزات.

اگر چه این موارد از مهم‌ترین چالش‌های سفر به مریخ است اما تأمین سوخت نیز یکی از چالش‌ها می‌تواند باشد و از جمله نکات مثبت سفر می‌توان به تولید متان و اکسیژن در مریخ توسط H2O موجود در محیط مریخ (آب به صورت یخ) و هم چنین از CO2 موجود در جو با استفاده از تجهیزات پیشرفته اشاره کرد.

## نوآوری‌های حرفه‌ای و موانع
نوآوری‌های قابل توجه و مهم می‌توانند برای سفر بشر به کره مریخ بر موانع حاکم غلبه یابد. ورود به اتمسفر با سطح کم و اندک مشکلات زیادی به بار می‌آورد این مشکلات زمانی که فضاپیمایی شامل انسان‌ها و همچنین تجهیزات بسیار مهم و حیاتی مورد استفاده آنان باشد، دو چندان خواهد شد. اگر از سپر ضد حریق در فضاپیما استفاده شود، حجم فضاپیما بسیار بیشتر می‌شود. راکت‌های یکپارچه ساز با سیستم عامل نیز می‌توانند استفاده شوند، اما وزن فضاپیما را به شدت افزایش می‌دهند.
سفر بازگشت از مریخ به زمین نیاز به یک فضاپیمایی دارد که بتواند خدمه داخل آن را از سطح مریخ بلند کند و در مدار قرار دهد. این موشک می‌تواند به‌طور قابل توجهی کوچکتر از مدل زمینی باشد تا در مدار قرار گیرد. به زمین نشاندن یک فضاپیما در حال صعود کاری دشوار و همچنین وارد کردن یک فضاپیما به جو مریخ و خارج کردن دوباره آن نیز بالطبع دشوار است.
یکی از راه‌های درمانی که در خارج از جو زمین بسیار اهمیت دارد تزریق مایع درون‌سیاهرگی است که بیشتر آن از آب بوده همچنین سایر مواد معدنی را نیز داراست و می‌تواند به صورت مستقیم به جریان خون انسان تزریق شود. مدل نمونه اولیه این کار در ایستگاه فضایی در سال ۲۰۱۰ مورد تست قرار گرفت.
خوشبختانه امکان تنفس انسان از اکسیژن پالایش شده وجود دارد اما منطق مسکونی مریخ، به گازهای بیشتری نیز نیاز دارند. می‌توان از گازهای موجود در جو مریخ، آرگون و نیتروژن را به دست آورد اگر چه جدا کردن آنان از هم کار دشواری است. ممکن است مناطق مسکونی در مریخ احتمالاً به ۲۰٪ اکسیژن، ۴۰٪ نیتروژن و ۴۰٪ آرگون نیاز داشته باشند.

## تماس با زمین

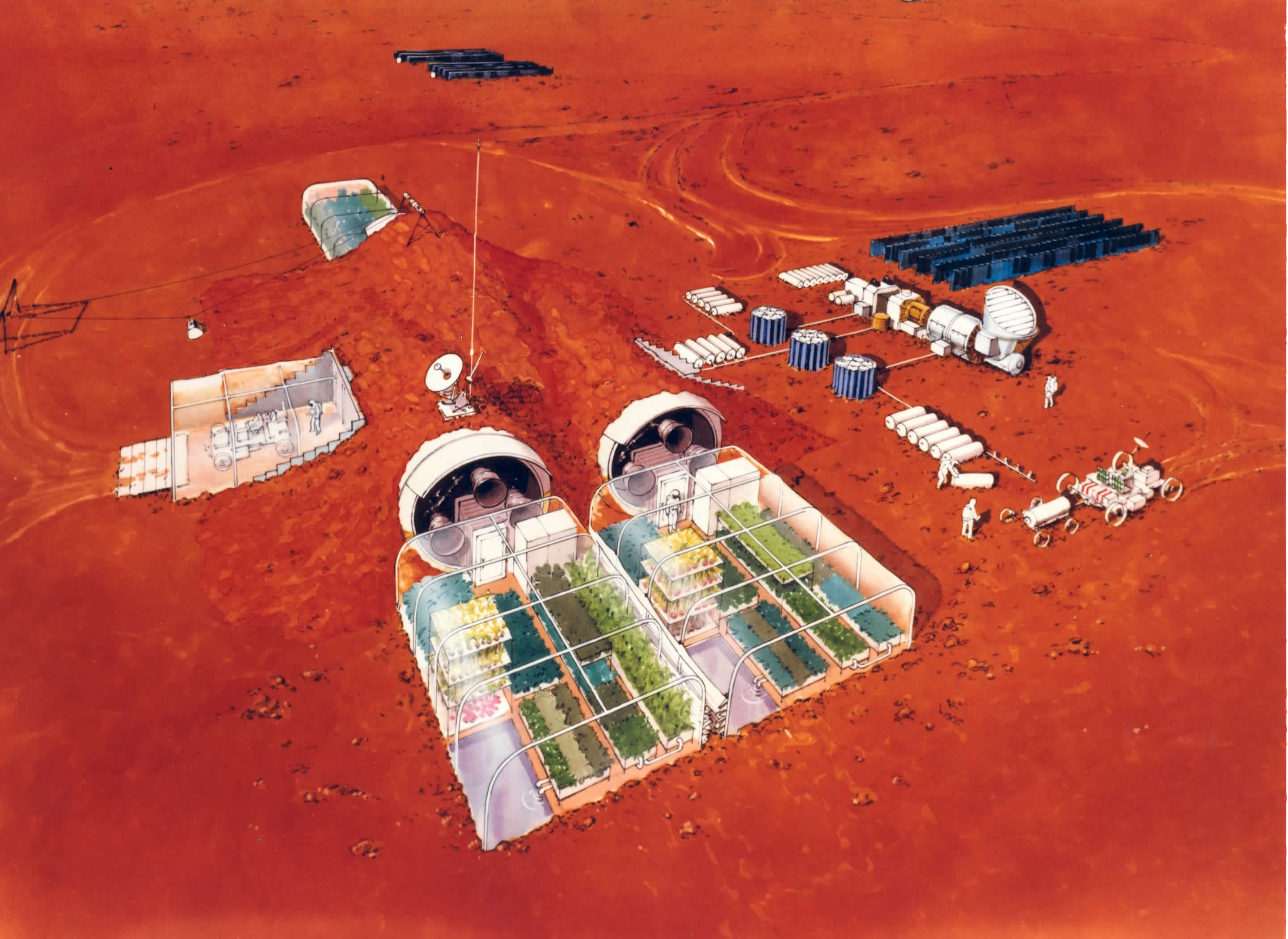
تصویر مفهومی از زندگی بشر در مریخ- منتشر شده توسط ناسا

ارتباطات از مریخ با زمین در خلال نیم‌هور (ظهر مریخی) که زمین در بالای افق مریخ قرار دارد تقریباً به‌طور مستقیم امکان‌پذیر است. در چندین مدارگرد بهرام توسط ناسا و سازمان فضایی اروپا تجهیزات رله ارتباطی قرار داده شده بنابراین مریخ هم‌اینک هم از ماهواره‌های مخابراتی برخوردار است. گرچه این تجهیزات با گذر زمان فرسوده خواهند شد اما به احتمال زیاد پیش از آغاز هرگونه اقدام جدی برای اسکان انسان در مریخ، مدارگردهای دیگری که مجهز به دستگاه‌های رله باشند در مدار بهرام قرار داده خواهند شد.
دیرکردی که به خاطر سرعت نور در ارسال پیام میان بهرام و زمین روی می‌دهد در نزدیک‌ترین حالت قرارگیری دو سیاره در حدود ۳ دقیقه و در دورترین حالت ۲۲ دقیقه است. یافته‌های ناسا نشان می‌دهد که ارتباطات میان زمین و مریخ ممکن است در هر تناوب مداری در زمان مقارنه که خورشید مستقیماً در میان مریخ و زمین قرار می‌گیرد به مدت دو هفته قطع شود. البته قطع تماس از مأموریت تا مأموریت متفاوت است و به عوامل گوناگونی بستگی دارد؛ عواملی چون مقدار حاشیه تماس که در سامانه ارتباطی طراحی شده، و آهنگ مورد نیاز ارسال داده‌ها در هر مأموریت. در عمل بیشتر مأموریت‌های مریخ دچار دوره‌های قطع تماس به مدت حدود یک ماه شده‌اند.

## جنبه اقتصادی

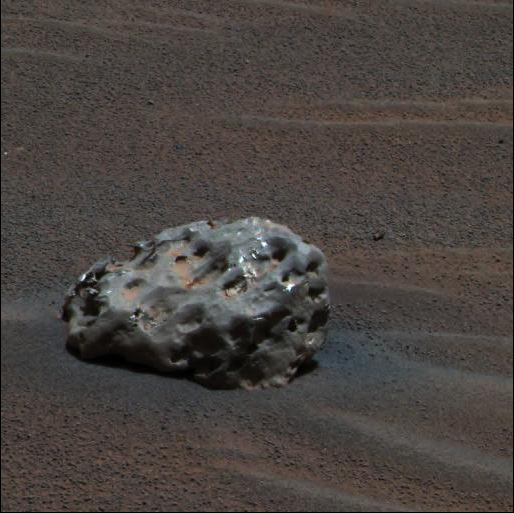
شهاب‌سنگ آهن-نیکل بر سطح مریخ

اقتصادی بودن کوچ‌نشین‌ها و دستیابی به سود همان‌طور که در ایجاد مستعمرات اولیه در قاره آمریکا اهمیت داشت، برای موفقیت‌آمیز شدن اسکان در مریخ نیز اهمیتی کلیدی دارد. چاه گرانشی کم مریخ و جایگاه آن در منظومه خورشیدی می‌تواند به تسهیل بازرگانی میان زمین و مریخ و توجیه اقتصادی اسکان در این سیاره کمک کند.
گرانش کم در مریخ و سرعت چرخش این سیاره باعث می‌شود که امکان ساخت یک آسانسور فضایی با مواد امروزی در آن فراهم باشد، اگرچه مدار کوتاه فوبوس می‌تواند در این زمینه چالش‌های مهندسی ایجاد کند. در صورت ساخته شدن، چنین آسانسوری می‌تواند مواد معدنی و دیگر منابع طبیعی استخراج شده را از این سیاره به نقاط دیگر جابه‌جا کند.
یک مشکل عمده اقتصادی این است که برای ایجاد مستعمره و شاید هم زمینی‌سازی سیاره مریخ سرمایه‌گذاری‌هایی بسیار زودهنگام و دیربازده نیاز است.
برخی از کوچ‌نشین‌های مریخ در اوایل ممکن است تخصص خود را در زمینه توسعه منابع محلی مانند آب و یخ برای مصرف خود مریخ‌نشینان قرار دهند. منابع محلی همچنین می‌تواند برای ایجاد زیرساخت‌های لازم استفاده شود. یکی از منابع شناخته شده مریخ که در حال حاضر قابل دسترس است آهن احیا شده است که در شکل شهاب‌سنگ‌های آهن-نیکل موجود می‌باشد. استخراج آهن در این شکل آسان‌تر از استخراج اکسید آهنی است که سطح این سیاره را پوشانده است.
یکی دیگر از تجارت‌های اصلی بین کوچ‌نشین‌های مریخ در دوران اولیه ممکن است دادوستد کود باشد. با فرض فقدان وجود زیست در مریخ، خاک آن برای رشد گیاهان بسیار ضعیف است و بنابراین کود و دیگر تقویت‌کننده‌های خاک در تمدن‌های آغازین مریخ از ارزش زیادی برخوردار خواهند بود تا زمانی که ترکیب خاک این سیاره به مرور عوض شده و بتواند مواد لازم برای رویش گیاهان را فراهم کند.
انرژی خورشیدی از گزینه‌های مهم تأمین نیرو در کره بهرام است. از آنجایی که مریخ در مقایسه با زمین در حدود ۵۲٪ دورتر از خورشید قرار دارد مقدار تابش خورشیدی که به مریخ می‌رسد در حدود ۴۲٪ مقدار نوری است که از خورشید به زمین می‌رسد. اما جو نازک بهرام این امکان را می‌دهد که تقریباً همه آن انرژی به سطح برسد در صورتی‌که جو زمین حدود یک چهارم از تابش خورشیدی را در خود جذب می‌کند.
انرژی هسته‌ای نیز نامزد خوبی است، زیرا تراکم این سوخت ترابری آن از زمین را ارزان می‌کند. انرژی هسته‌ای همچنین گرما تولید می‌کند، که برای سکونتگاه‌های مریخ بسیار ارزشمند خواهد بود.
اگر سکونت‌گران بتوانند از گنبدهایی برای به دام انداختن حرارت خورشیدی، به ویژه برای گلخانه‌ها، استفاده کنند این امر نیازمندی به گرما را کاهش خواهد داد.